# Szczekociny (gemeente)

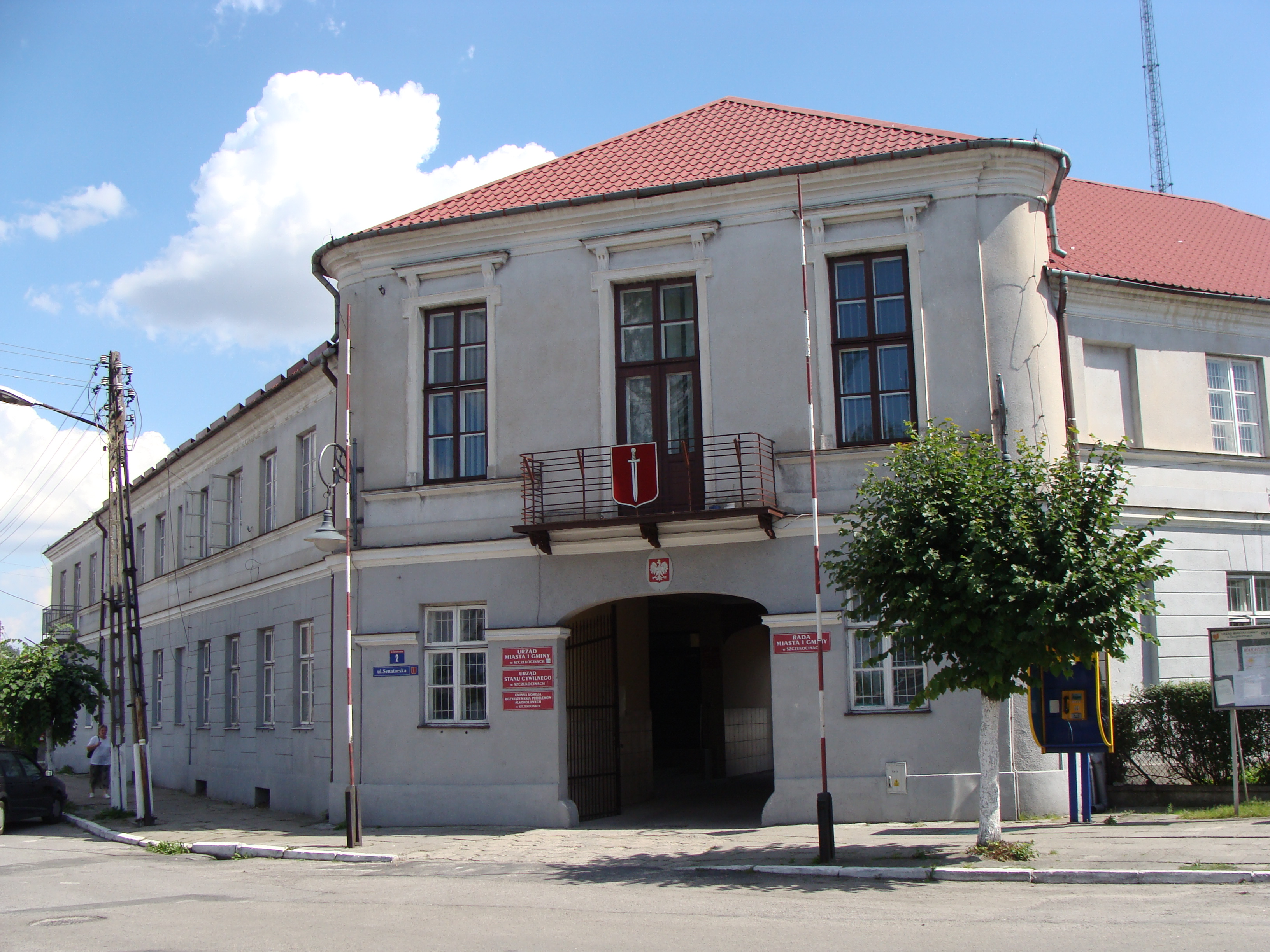
Gemeentehuis

De gemeente Szczekociny is een stad- en landgemeente in het Poolse woiwodschap Silezië, in powiat Zawierciański.
De zetel van de gemeente is in Szczekociny.
Op 30 juni 2004 telde de gemeente 8467 inwoners.

## Oppervlakte gegevens
In 2002 bedroeg de totale oppervlakte van gemeente Szczekociny 136,09 km², waarvan:
- agrarisch gebied: 67%
- bossen: 22%

De gemeente beslaat 13,56% van de totale oppervlakte van de powiat.

## Demografie
Stand op 30 juni 2004:
| Omschrijving                   | Totaal | Totaal | Vrouwen | Vrouwen | Mannen | Mannen |
| ------------------------------ | ------ | ------ | ------- | ------- | ------ | ------ |
| eenheid                        | aantal | %      | aantal  | %       | aantal | %      |
| inwoners                       | 8467   | 100    | 4242    | 50,1    | 4225   | 49,9   |
| bevolkingsdichtheid (inw./km²) | 62,2   | 62,2   | 31,2    | 31,2    | 31     | 31     |

In 2002 bedroeg het gemiddelde inkomen per inwoner 1423,39 zł.

## Administratieve plaatsen (sołectwo)
Bonowice, Bógdał, Brzostek, Chałupki, Drużykowa, Goleniowy, Grabiec, Gustawów, Małachów, Ołudza, Przyłęk, Rędziny, Rokitno, Siedliska, Starzyny, Szyszki, Tęgobórz, Wólka Ołudzka, Wólka Starzyńska.

## Overige plaatsen
Dębowiec, Folwark, Gajówka, Góry, Grotkowice, Kaszczor, Kocie Górki, Kopaliny, Krakówka, Kresy, Kurzów, Łąkietka, Młynek, Na Pańskim Polu, Podkaszczor, Podlas, Podlipie, Podrajec, Podtrzciniec, Przy Moście, Przy Nowej Drodze, Stara Wieś, Suchy Młyn, Szafranka, Węgrzcza, Wiatrówki, Wolskie Piaski, Zachoinie Lewe, Zachoinie Prawe, Za Gąszczami, Zagrodniki, Zaolszynie, Zarzecze, Zwierzynek.

## Aangrenzende gemeenten
Irządze, Koniecpol, Kroczyce, Lelów, Moskorzew, Pilica, Radków, Secemin, Słupia, Żarnowiec